# خليل الزياني
خليل بن إبراهيم الزياني، لاعب ومدرب كرة قدم سعودي، مواليد 1947م في مدينة الدمام شرق المملكة العربية السعودية.
وهو عميد المدربين الوطنيين السعوديين وأحد أركان النهضة الرياضية السعودية قدمه نادي الاتفاق لاعبًا ومن ثم مدربًا لتتحقق على يديه أول بطولة للسعودية عندما أحرز كأس الأمم الآسيوية عام 1984 في سنغافورة.
ويعمل الزياني منذ عام 2008 وحتى 2013 في منصب نائب رئيس نادي الاتفاق السعودي، كما يعمل في نفس الوقت محللًا رياضيًا في قناة الدوري والكأس القطرية، بعد أن ترك مجال التدريب.

## مسيرته الرياضية
بدأ الزياني لاعبًا في نادي الاتفاق منذ عام 1962 وقائدًا للفريق الأول منذ عام 1965م حتى 1972، حقق مع الاتفاق كلاعب كأس ولي العهد عام 1965 وكأس الملك عام 1968.
بينما بدأ التدريب مساعدًا لمدرب الفريق الأول منذ عام 1973، فيما تسلم زمام الامور الفنية عام 1976 ومن هنا بدأ مسيرته التدريبية المعطرة بالإنجازات والبطولات التاريخية.
درب الزياني فريق الاتفاق موسمي 1976 و1977، كما درب المنتخب الأول من عام 1984 حتى 1986، قبل أن يعود لتدريب نادي الاتفاق ولكنه رحل في فترة التسعينات لتدريب أندية القادسية والنهضة والهلال.
وفي بداية الألفية الثانية أعلن اعتزاله مجال التدريب، وأصبح عضواً في الاتحاد السعودي لكرة القدم باللجنة الفنية ولجنة المنتخبات، ثم محاضر في الاتحاد الآسيوي، وأيضاً عضو في الاتحاد الآسيوي لكرة القدم باللجنة الفنية.

## بطولاته وإنجازات كلاعب
- كأس ولي العهد عام 1965.
- كأس الملك عام 1968.

## بطولاته وانجازات كمدرب
- مع المنتخب السعودي:
- تحقيق كأس آسيا 1984 في سنغافورة.
- التأهل لأولمبياد لوس انجلوس 1984.

- مع الاتفاق:
- بطولة الدوري السعودي 1983.
- بطولة كأس الخليج 1983.
- بطولة الدوري السعودي 1987.
- بطولة كأس الخليج 1988.
- بطولة كأس العرب 1988.

- مع القادسية:
- كأس ولي العهد 1992.